# Новосафронівка
Новосафроні́вка — село в Україні, у Новоодеській міській громаді Миколаївського району Миколаївської області. Населення становить 499 осіб.

## Населення
Згідно з переписом УРСР 1989 року чисельність наявного населення села становила 462 особи, з яких 218 чоловіків та 244 жінки.
За переписом населення України 2001 року в селі мешкало 498 осіб.

### Мова
Розподіл населення за рідною мовою за даними перепису 2001 року:
| Мова       | Відсоток |
| ---------- | -------- |
| українська | 88,78 %  |
| російська  | 8,62 %   |
| молдовська | 2,61 %   |